# Ratolik
Ratolik è un albo a fumetti del 2013 di Leo Ortolani, omaggio al fumetto Diabolik reinterpretato con riferimento alla serie umoristica Rat-Man dello stesso Ortolani. 
Il nome viene pronunciato dall'autore "Ratòlik" (esattamente come "Diabòlik"), lasciando però libertà a ogni lettore di pronunciarlo come vuole.
Il titolo della storia contenuta nell'albo è Trappola d'amore.

## Trama
Ratolik e Ada sono due abili ladri che stanno passando un momento difficile nella loro relazione. Per il loro nuovo colpo decidono di rubare il diamante della contessa Giuffoni, ma falliscono nella loro impresa e litigano nuovamente; Ada decide così di provare il colpo da sola per dimostrare a Ratolik di potercela fare anche senza di lui. Viene però arrestata dall'ispettore Biloba e, ancora furiosa contro Ratolik, decide di aiutare Biloba per arrestare il ladro. Ratolik però organizza un piano per far evadere Ada, si intrufola travestito nel palazzo della polizia e riesce a liberarla. Alla fine i due tornano nel rifugio, Ratolik rivela di essere riuscito a rubare il diamante della Giuffoni mentre liberava Ada, e i due si riconciliano.

## Realizzazione

Un bozzetto che mostra l'impostazione a doppia vignetta della storia

Un team-up tra Rat-Man e Diabolik fu proposto a Ortolani già alla fine degli anni novanta; tuttavia, essendo il periodo di produzione della serie animata Diabolik, i diritti del personaggio erano in comproprietà tra la Astorina e i produttori francesi della serie, e per questo non si sarebbe potuto realizzare un vero team-up, ma un incontro tra Rat-Man e un personaggio simile a Diabolik. Ortolani, che peraltro non aveva mai letto il fumetto della Astorina, preferì così declinare. Molti anni dopo, agli inizi degli anni 2010, Ortolani cominciò a leggere Diabolik e ne venne fulminato, innamorandosi immediatamente di tutti gli aspetti caratteristici delle sue storie: i dialoghi, l'imprevedibilità delle storie, i nomi italiani, l'arredamento comicamente sobrio, i trucchi inventati per i furti, la storia d'amore tra Eva Kant e Diabolik («innamorati come ragazzini del liceo»). Decise quindi di omaggiare il ladro delle sorelle Giussani con una storia, fondendo le caratteristiche di Diabolik e di Rat-Man in un terzo personaggio rendendolo di fatto più un omaggio che una parodia.
Per la realizzazione della storia, l'autore si è ispirato in particolare alle atmosfere delle prime storie degli anni sessanta realizzate da Mario Gomboli, ricche di elementi ingenui e a volte un po' non-sense, «dove gli intrighi dell'alta società si mescolano con gli audaci colpi del misterioso criminale». La storia è stata partorita dalla mente di Ortolani molto rapidamente, tipico di quando c'è un "colpo di fulmine" per un'opera come confessa lo stesso autore; anche per questo Ortolani ammette che probabilmente è stata una cosa positiva non aver portato a termine l'incontro tra i due personaggi quando gli venne proposto anni prima, in quanto il suo non conoscere il personaggio lo avrebbe portato a realizzare un prodotto «di testa, più che di cuore».
Per quanto riguarda i personaggi, oltre al protagonista Ratolik (incrocio tra Rat-Man e Diabolik), la scelta del partner femminile è stata immediata, optando per Ada (diminutivo di Adamo), che mescola le caratteristiche di Cinzia ed Eva Kant. Il ruolo dell'investigatore è rappresentato da Biloba, fusione tra Brakko e Ginko, il cui nome gioca con l'assonanza tra il nome del nemico di Diabolik e la pianta Ginkgo biloba. Tra i poliziotti al servizio di Biloba è presente anche Jordan, comprimario delle storie di Rat-Man.
L'omaggio a Diabolik è stato esteso anche allo stile dell'albo (come già avvenne per 299+1, realizzato con lo stesso stile di Miller e il formato orizzontale del fumetto originale, o Avarat, realizzato in 3D come il film che omaggia). Il formato è infatti tascabile, lo stesso di Diabolik e in generale dei fumetti italiani, che Ortolani aveva già studiato da quando leggeva Sprayliz per capire se poteva essere utilizzato anche per Rat-Man. Lo stile di disegno ricalca quello che Ortolani stesse definisce lo "stile Diabolik", in particolare la divisione della pagina nella caratteristica gabbia a due vignette o l'uso dei retini (abbandonato da tempo da Ortolani).
Il richiamo allo spirito delle prime storie di Diabolik si è rivelato tanto azzeccato che Ortolani ha dichiarato:
(Leo Ortolani)
L'autore ha inoltre dichiarato in un'intervista che non è escluso che possa realizzare in futuro altri fumetti dedicati a Ratolik.

## Storia editoriale e accoglienza

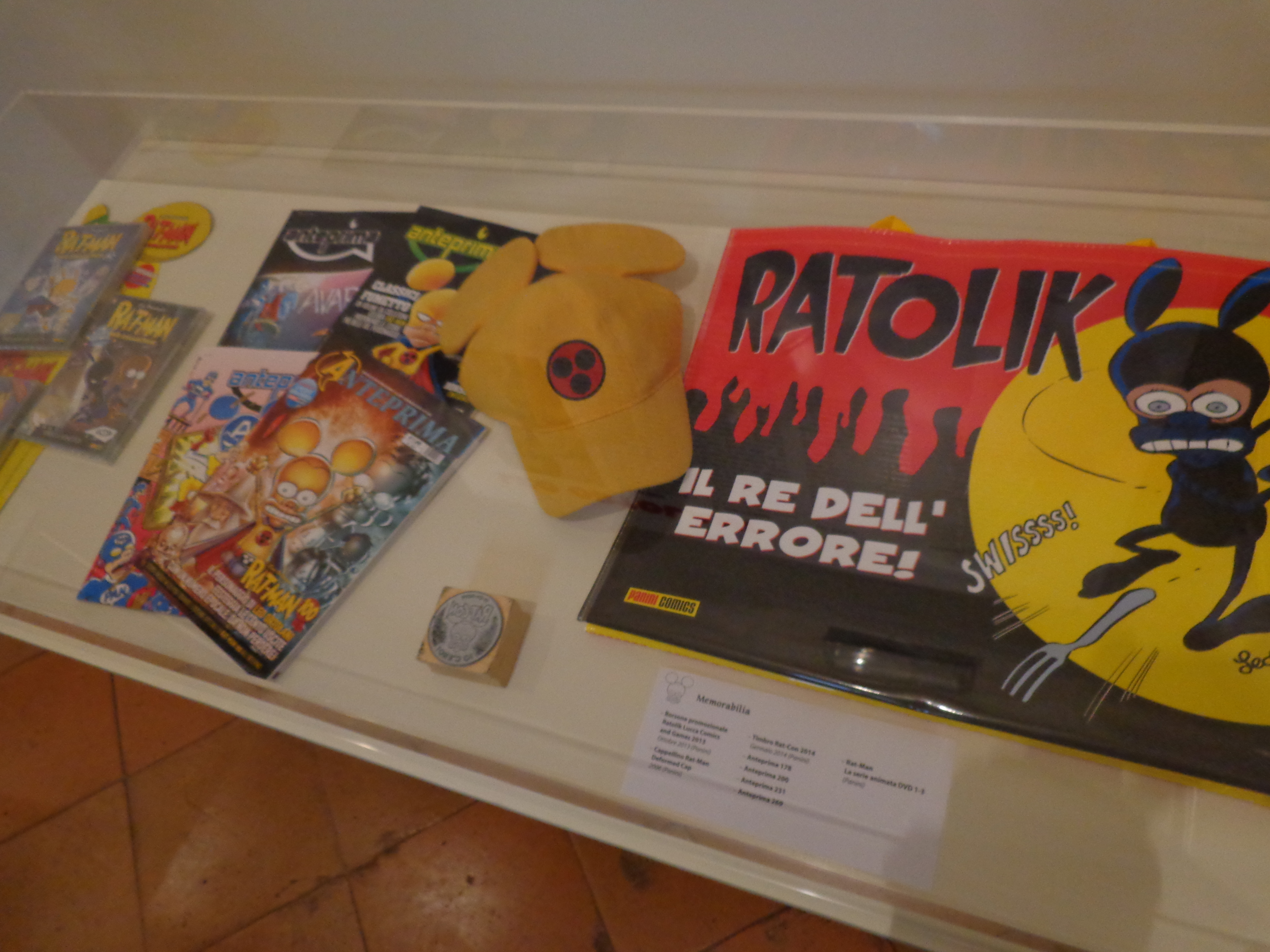
La borsa di Ratolik esposta alla Rat-Con 2014

Ratolik è uscito in anteprima a Lucca Comics & Games 2013, insieme a una speciale borsa dedicata; l'albo è stato poi distribuito in edicole e fumetterie il 7 novembre successivo..
L'albo ha ricevuto critiche generalmente positive da parte degli addetti ai lavori. Secondo Comicus la storia funziona bene, in particolare gli elementi parodistici su Diabolik (come la presa in giro dell'arredamento o delle fughe), meno invece «gli elementi più legati all'universo ratmaniano» come i doppi sensi di Ada/Cinzia. Mangaforever, invece, lo giudica bello e convincente, sia per essere letto che collezionato, anche se «forse in alcuni punti meno brillante delle sue tante prove su Rat-Man». Un giudizio favorevole anche da parte di C4 Comics, secondo cui «niente [...] ha mai [...] scavato così a fondo nei tic, nelle incongruenze e nella 
maniacalità del mito (Diabolik, NDR)» e il quale lo consiglia per il suo umorismo e lodandone il formato e i personaggi. Lo Spazio Bianco, infine, lo reputa «un prodotto fresco e divertente, che raggiunge l'obiettivo preposto».